# Тиф
Тифи — група інфекційних захворювань: висипний тиф, поворотний, черевний і паратифи, — які спричинюють різні збудники. Назва захворювань походить від грец. τύφο - тифо, тобто «дим», «туман», «чад», тому що вони перебігають з гарячкою і затьмареною свідомістю. Згідно із сучасною англомовною літературою термін «тиф» використовують лише для означення тяжких рикетсіозів, в першу чергу, епідемічного висипного тифу. Таким чином, для означення черевного тифу застосовують термін «тифозна гарячка» (англ. Typhoid fever), паратифів — «паратифозна гарячка» (англ. Paratyphoid fever), поворотних тифів — «поворотна гарячка» (англ. Relapsing fever). В Україні поки зберігають поняття «тиф» для історичного означення усіх хвороб, що типово перебігають з гарячкою та потьмаренням свідомості.

## Висипний тиф
Поширення висипного тифу в окремих українських губерніях було різне: на Київщині випадків висипного тифу у 1911 — 13 було від 1,0 до 3,9 на 10000 мешканців, у Криму й Таврії — 4,0 — 6,9, на Катеринославщині, Чернігівщині, Поділлі, Харківщині та Херсонщині до 10,0 і більше. На західних українських землях висипний тиф, особливо на селі, був ендемічним захворюванням. Найбільш поширений він був у горах, зокрема на Гуцульщині, там була і найвища летальність від цієї хвороби: 1933 року 26 % від частки хворих. У Першу світову війну Російська Імперія вступила з досить високими показниками захворюваності на висипний тиф. Так, 1914 р. частка захворювань в армії дорівнювала 11,3 на 10 000, а 1915 — 22,3. Із західного фронту в Україну весь час просочувалися захворювання через біженців з прифронтової смуги, хворих, поранених і полонених. У 1916 році середній показник захворюваності в Російській Імперії збільшився до 8,3 на 10000 мешканців. В Україні він був значно вищий. Після революції 1917 р. цей показник зріс до 21,9. Громадянська війна та загальна руїна 1919 — 20 рр. породила тяжку епідемію висипного тифу. Рівень захворюваності на епідемічний висипний тиф за ці роки зріс до близько 340 на 10 000 мешканців (на всі інші тифи — близько 160). Фактично епідемія висипного тифу була значно більша за обсягами, ніж це подають офіційні радянські джерела. Епідемія, зокрема, лютувала на Поділлі і західному Правобережжі, опанованих українськими арміями. На висипний, поворотний і черевний тифи хворіло на цій території взимку 1919 — 20 рр. близько половини цивільного населення і до 90 % вояків і старшин Української Галицької Армії (УГА), близько 25 000 з них померло. Епідемія тифу спричинила катастрофу УГА, значне ослаблення Армії УНР і поразку українського фронту. У 1921 р. захворюваність на висипний тиф знизилася до 158,9. Починаючи з 1923 р., внаслідок стабілізації життя і піднесення добробуту захворюваність пішла і далі на зниження. У 1923 р. вона становило 18,4, 1924 — 9,4, 1925 — 5,2, 1926 — 3,8, 1927 — 2,8, 1928 — 2,1, 1933 — 1,5 на 10 000 мешканців. Зниження захворюваності на висипний тиф в Україні, завдяки кращій організації боротьби з ним (у 1928 р. функціонувало 40 міжрайонних санітарно-епідеміологічних станцій — перших в СРСР), відбувалося швидше, ніж у інших радянських республіках, але показники його далі були різні: у 1928 р. на Катеринославщині, в Криму, на Харківщині, Херсонщині і Таврії нижче 0,9, а по інших місцевостях коливалися від 1,0 до 3,9. У 1930-их pp. в Україні були в основному спорадичні захворювання, які іноді перетворювалися на значні епідемічні спалахи. Таке саме становище було й за Другої світової війни. Під час німецької окупації в різних частинах України були окремі епідемічні спалахи висипного тифу. Спостережено, що найбільше захворювань на висипний тиф за віком припадало на осіб віком від 15 до 40 — 50 pp. Серед чоловіків захворювання відбувалися частіші, ніж серед жінок. Смертність від висипного тифу не однакова для різних вікових груп: вона зростала з віком, але в молодших групах (до 10 pp.) вона була вищою, ніж у найближчих старших групах. Наприклад, в Одесі 1919 — 20 вона досягала серед грудних дітей 21,7 %, дітей від 1 — 4 р. — 4,0 %, а від 5 до 9 р. — 1,5 %. Серед чоловіків смертність була завжди вища, ніж серед жінок. Найбільші частки захворювань припадають на зимові та перші весняні місяці.
З середини 1950- років епідемічний висипний тиф в Україні спостерігають казуїстично, переважно реєструються випадки пізнього рецидиву — хворобу Брілла-Цінссера.
Детальніші відомості з цієї теми ви можете знайти в статті Епідемічний висипний тиф.
Детальніші відомості з цієї теми ви можете знайти в статті Хвороба Брілла—Цінссера.

## Поворотний тиф
Поворотний тиф (лат. typhus recurrens) — збірна назва, що об'єднує епідемічний (переносник збудника — воша) та ендемічний (переносник збудника — кліщ) спірохетози, які перебігають з чергуванням нападів гарячки та періодів нормальної температури тіла.
Детальніші відомості з цієї теми ви можете знайти в статті Епідемічний поворотний тиф.
Детальніші відомості з цієї теми ви можете знайти в статті Ендемічний поворотний тиф.

## Черевний тиф
Черевний тиф (лат. Typhus abdominalis) — гостра бактеріальна інфекція з фекально-оральним механізмом передачі, яку спричинює сальмонела черевного тифу, характеризується гарячкою переважно постійного типу, загальною інтоксикацією з розвитком загальмованості нервової діяльності аж до тифозного статусу, шкірною висипкою, збільшенням печінки, селезінки і ураженням лімфатичного апарату тонкої кишки.
Паратифи А, В, С (лат. paratyphus А, В, С, англ. paratyphoid fever A, B, С) — захворювання антропонозної природи, що характеризуються тифоподібними проявами, але мають деякі відмінності в клінічній симптоматиці від класичного черевного тифу.